# The Last Supper
The Last Supper je kanadský hraný film z roku 1994, který režírovala Cynthia Roberts podle stejnojmenné divadelní hry z roku 1993. Snímek měl světovou premiéru dne 28. srpna 1994 na Mezinárodním filmovém festivalu v Montréalu. Film byl natočen v reálném čase v pokoji v hospicu pro nemocné AIDS v Torontu. Herec Ken McDougall sám zemřel na komplikace spojené s nemocí AIDS čtyři dny po dokončení filmového natáčení.

## Děj
Chris je bývalý tanečník, který umírá v nemocnici na AIDS. Rozhodne se pro eutanazii a ještě chce naposledy povečeřet se svým přítelem Valem.

## Obsazení
| Daniel MacIvor | doktor Parthens |
| Ken McDougall  | Chris           |
| J.D. Nicholsen | Val             |

## Ocenění
- Teddy Award – nejlepší celovečerní film